# Öroninflammation
Med öroninflammation menas ofta en så kallad akut mediaotit (latin: otitis media), en inflammation av mellanörat, utrymmet mellan trumhinnan och innerörat. Denna mediaotit är en av två sorters öroninflammationer som är vanlig orsak till öronvärk. Den andra är extern otit – inflammation i den yttre hörselgången utanför trumhinnan. 

## Etiologi
Inflammationen i mellanörat är orsakad av en bakteriell infektion, oftast av pneumokocker, i andrahandsfall Haemophilus influenzae (icke att förväxla med influensavirus), och är vanligen sekundärt till virusinfektion i övre luftvägarna. Moraxella och grupp A-streptokocker och övriga bakterier är mer ovanliga agens.

## Diagnostik
Kliniskt ser man öronvärk, feber (särskilt hos yngre barn), eventuellt trumhinneperforation och nedsatt hörsel.
Öronömhet kan möjligen kontrolleras som grovtest vid misstanke om mellanöreinflammation, men för diagnos krävs inspektion av trumhinnan med otoskop eller öronmikroskop. Enligt svenska behandlingsriktlinjer graderas den diagnostiska säkerheten i tre nivåer: Säker diagnos, osäker diagnos och sannolikt inte mellanöreinflammation. Tecken som anses tala för säker diagnos är om det kommer purulent (varblandad) sekretion ur örat eller om trumhinnan är chagrinerad (fiskfjällslik eller kärlinjicerad), perforerad eller om kombinationen buktande, rodnad och orörlig trumhinna föreligger. Vid normalställd men orörlig trumhinna som är matt eller färgförändrad eller om trumhinnan av olika skäl inte kan bedömas anses diagnosen vara osäker. Rörlig trumhinna eller normalfärgad men indragen trumhinna anses tala för annan diagnos.
De vanligaste differentialdiagnoserna är öronvärk sekundärt till viros och otosalpingit (icke varig vätska bakom trumhinnan) samt extern otit (hörselgångsinflammation).
Om varningstecken förekommer, som bland annat inkluderar påverkat allmäntillstånd eller tecken på mastoidit (inflammationsfynd över mastoidutskottet eller utstående öra), remitteras patienten akut till ÖNH-klinik eller barnklinik.

## Behandling

### Smärtstillande
Basen i behandlingen är i princip oavsett ålder behandling med vanliga smärtstillande läkemedel t.ex. paracetamol eller NSAID. Antingen som enskild behandling i väntan på spontanläkning eller i kombination med antibiotikabehandling. Högläge och näsdroppar kan lindra nästäppa om den blir påtaglig. Vid behandling av barn är det viktigt att ge tillräckligt med vätska, särskilt vid feber. Sötad dryck har god effekt vid rehydrering av lätt uttorkade barn.

### Antibiotikabehandling
Under vissa förutsättningar är spontanläkningsfrekvensen under barndomen efter spädbarnsåret (ungefär 1–12 års ålder) så pass hög och nyttan med antibiotikabehandling så tveksam att den endast i undantagsfall rekommenderas med tanke på risk för biverkningar och ökad antibiotikaresistens. Den generella regeln är att endast behandla säker mediaotit förutsatt att riktlinjerna talar för det och undvika antibiotika vid osäker mediaotit eller annan diagnos.

#### Förutsättningar för antibiotika beroende på ålder
- Spädbarn under 1 års ålder och vuxna över 12 års ålder ska alltid behandlas med antibiotika
- Barn mellan 1 och 12 års ålder behandlas endast i undantagsfall, spontanläkningen är oftast god
- Barn upp till 2 års ålder behandlas alltid med antibiotika vid dubbelsidig otit

#### Förutsättningar för antibiotika oavsett ålder
- Utebliven spontan förbättring efter 2-3 dygn
- Uttalad smärta trots adekvat behandling med smärtstillande
- Nedsatt immunförsvar (om verifierat)
- Vissa skador på ansiktsskelett, missbildningar, hörselnedsättning sedan tidigare, cochleaimplantat, känd mellanöresjukdom eller operation

#### Antibiotikabehandling i Sverige
Det rådande resistensläget medger fortfarande behandling med PcV i första hand. Amoxicillin kan väljas främst vid recidiv eller terapisvikt. Vid typ-1 allergi mot penicillin används ofta erytromycin.

## Bestående symtom
Många fler sjukdomar än öroninflammationer kan orsaka öronsmärta inklusive kronisk otosalpingit, som också kallas för sekretorisk mediaotit (SOM). Här är en ovanlig differentialdiagnos som måste uteslutas cancer. Oförklarlig bestående öronsmärta eller hörselnedsattning efter flera veckor skall följas upp av otolaryngolog (ÖNH-doktor). Öroninflammation är väldigt vanligt under barndomen, i genomsnitt kan ett barn ha två eller tre inflammationer om året, nästan alltid i samband med en förkylning eller motsvarande. Återkommande öroninflammationer kan bero på avsaknad av normalflora. Den vanligaste förebyggande behandlingen vid återkommande mellanöreinflammation är insättande av ventilerande plaströr i själva trumhinnan. Plaströren som sättes i narkos i trumhinnan kallas också för transmyringeal dränage (TMD). Enligt SBU rapporten "Rörbehandling vid inflammation i mellanörat"  från 2008 får ca 10000 barn i Sverige varje år behandling med ventilationsrör.

## Återkommande inflammationer hos barn
Med öronbarn menas ett barn, ofta under 5 år, som drabbats av minst 3 akuta mellanöroninflammationer under 6 månader. Detta träffar ca 5% av alla barn. Barn som får sin första otit före 6 månaders ålder har förhöjd riska att bli öronbarn. Varför vissa barn drabbas mycket oftare än andra är okänt, men arv har visat sig spela en större roll. Förkylningar, andra övre luftvägsinfektioner och andra retningar på näsa-öronpassagen kan vara en utlösande faktor. Förstorad adenoid är en viktig orsak.
Själva öroninflammationen behandlas på samma sätt hos andra barn. Öronbarn behöver dock ofta behandlas med att operera in plaströr genom öronens trumhinnor (så kallat transmyringealt dränage). Det tillgrips vanligen efter 2 års ålder. Orsaken till att det fungerar är inte helt känd, men man tror att det kan bero på en normalisering av miljön i mellanörat. Ofta gör man också en skrapning (abrasio) av adenoiden med förhoppningen att det ska underlätta luftningen av mellanörat genom örontrumpeten.
En möjlig följdskada av ofta förekommande öroninflammationer under barndomen är snarkning. 

## Ovanliga komplikationer
Ovanliga komplikationer till öroninflammation är hörselnedsättning, labyrintit (inflammation av innerörat), mastoidit (infektion i kraniet bakom örat) och meningit (hjärnhinneinflammation).

## Bildgalleri

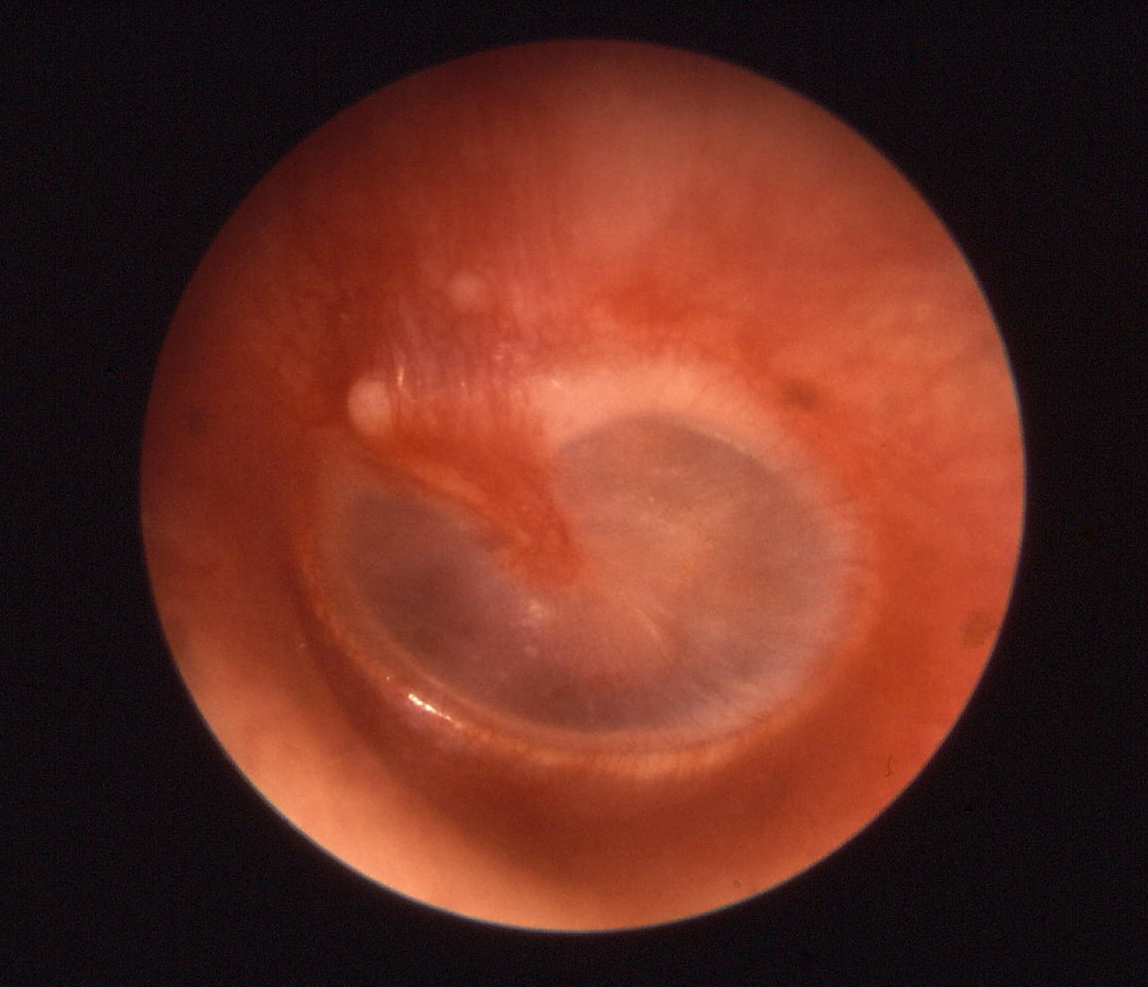
trumhinna med tecken på begynnande öroninflammation (framträdande blodkärl)
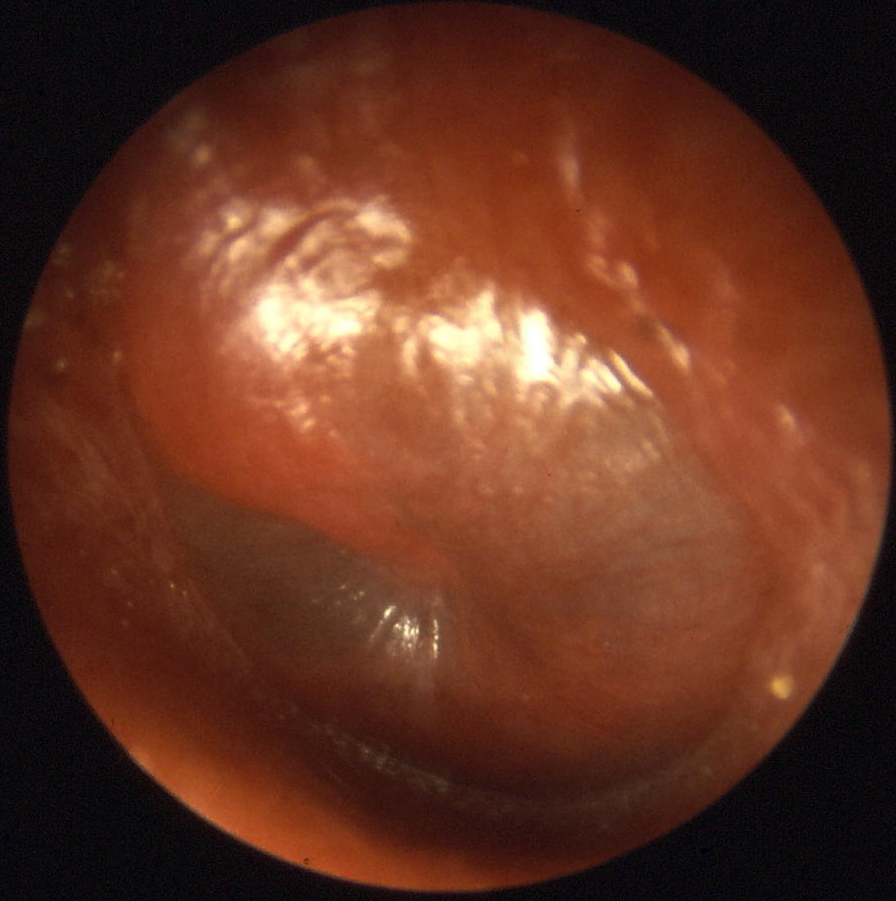
akut otitis media (buktande trumhinna)
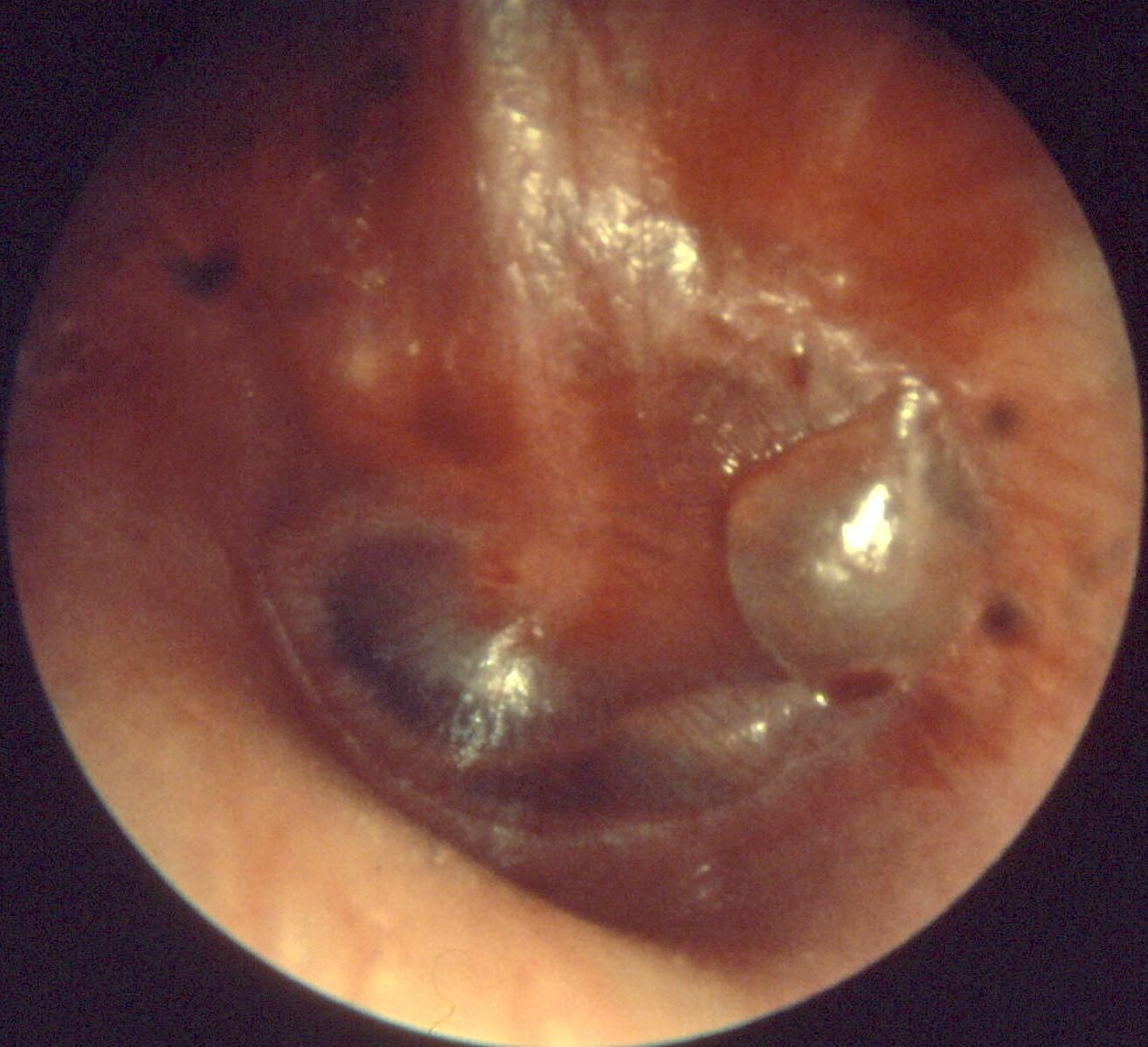
bullös akut otitis media
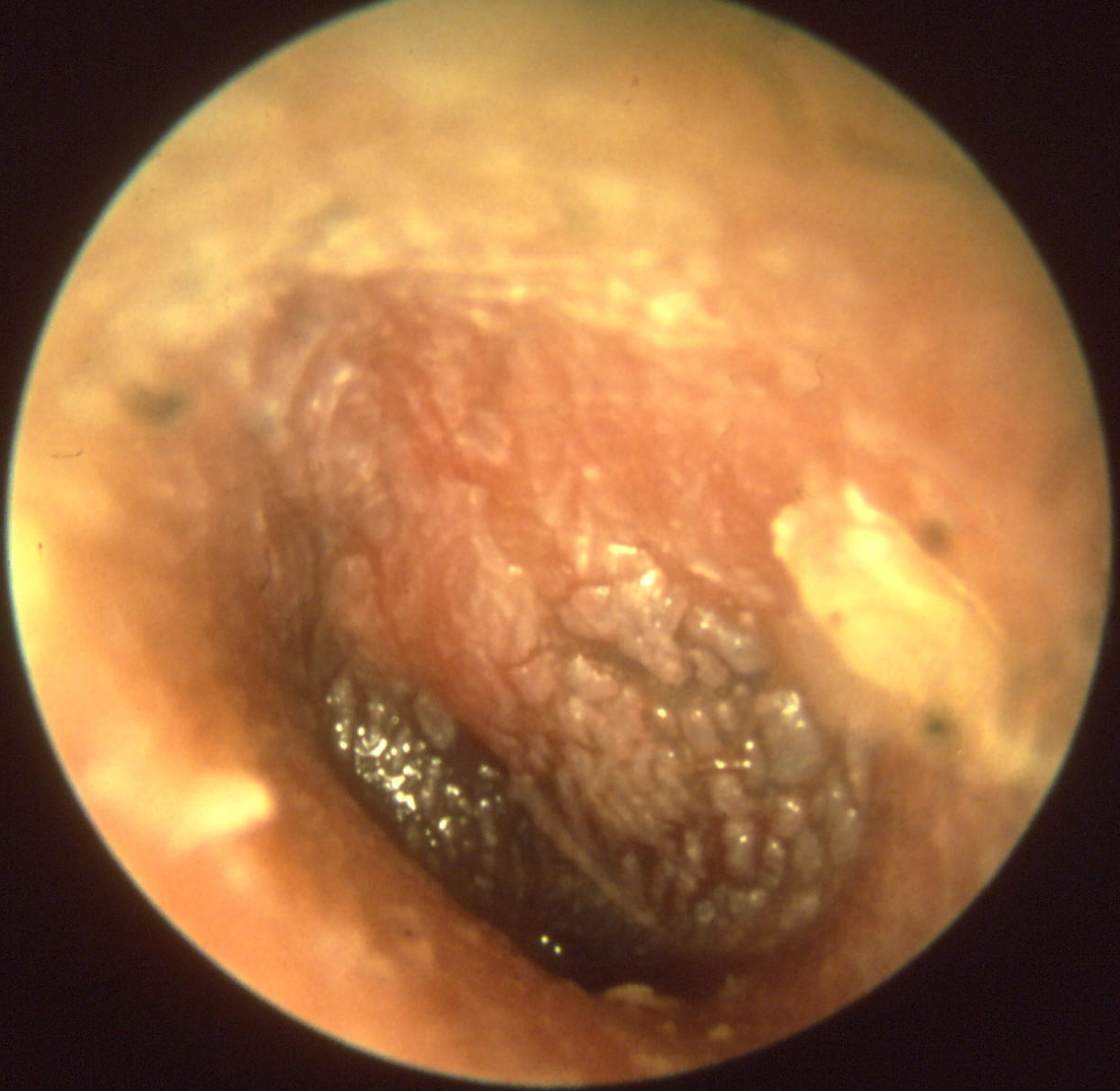
akut öroninflammation
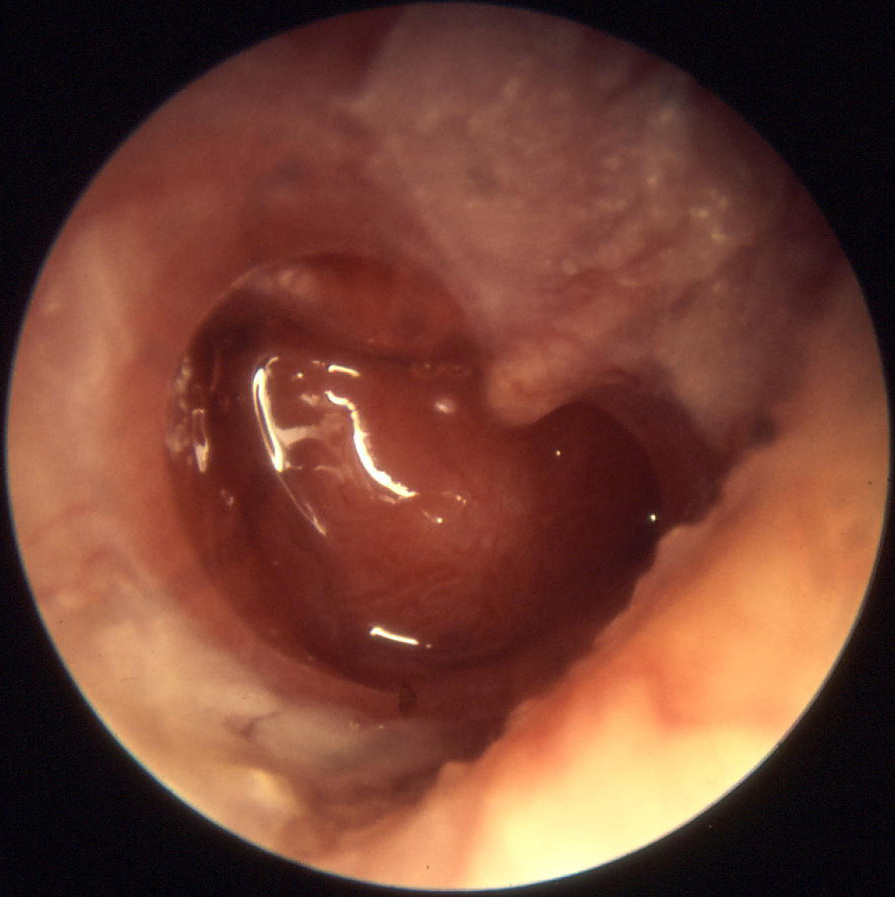
kronisk öroninflammation
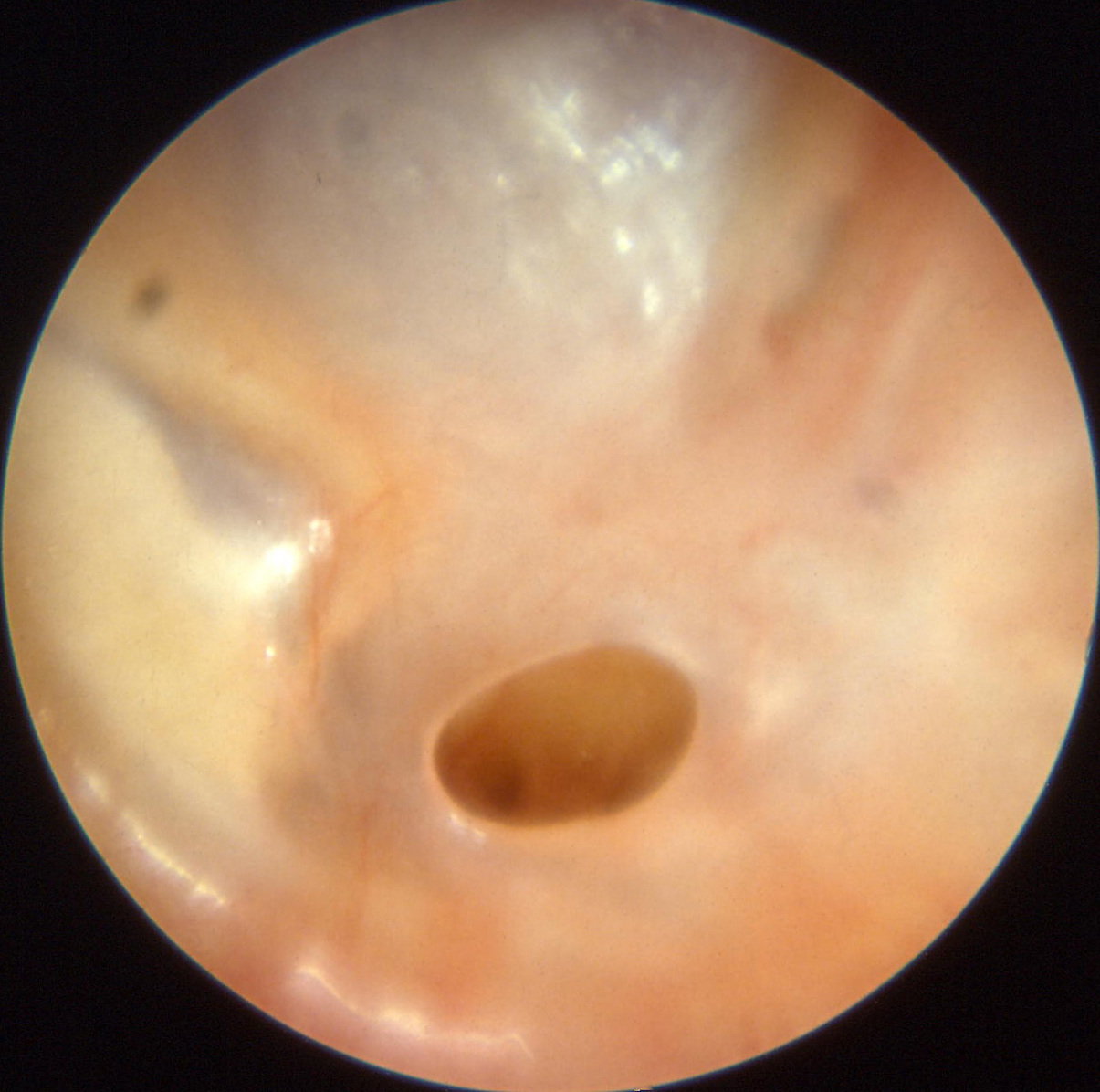
kronisk öroninflammation
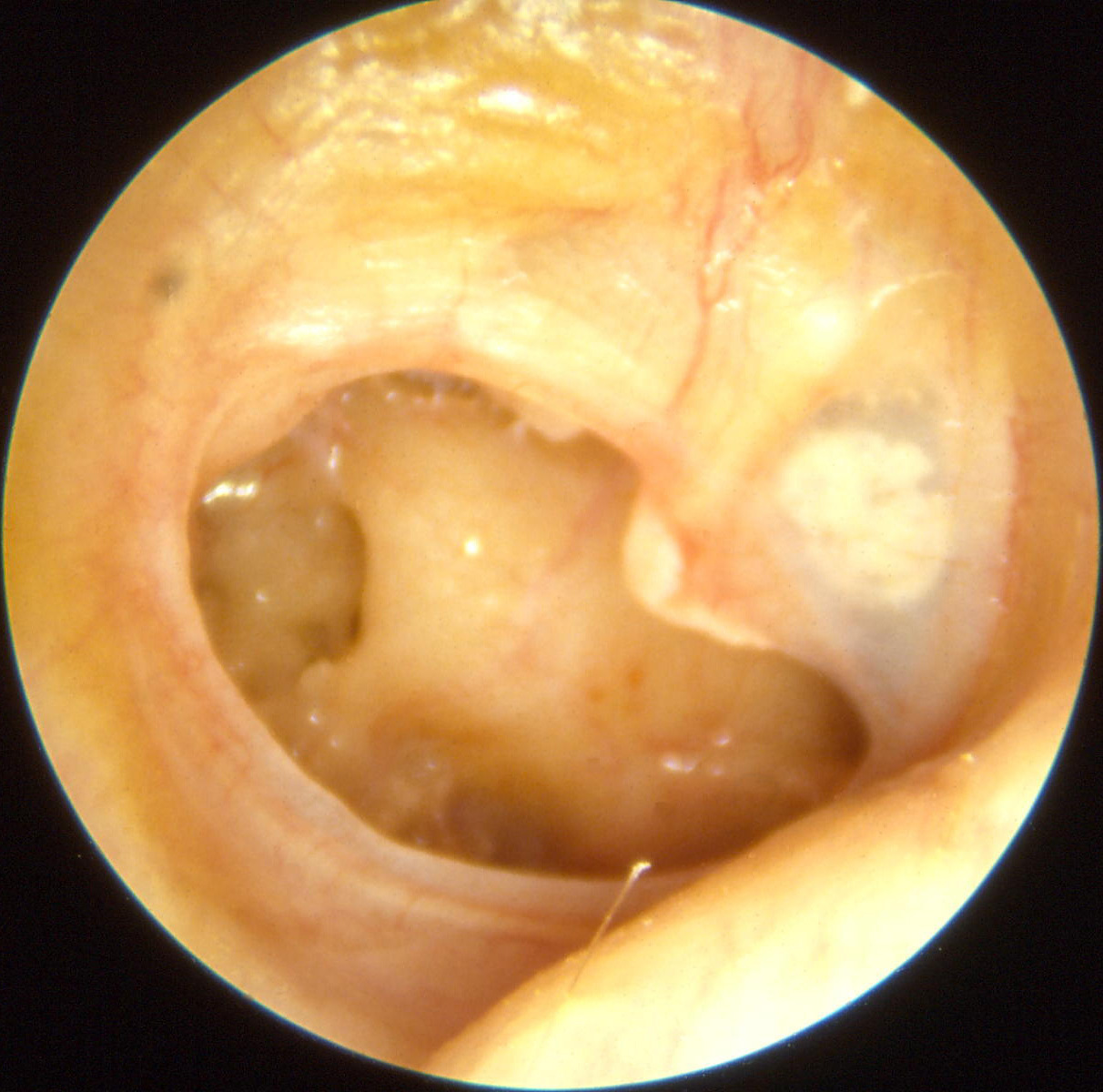
kronisk öroninflammation
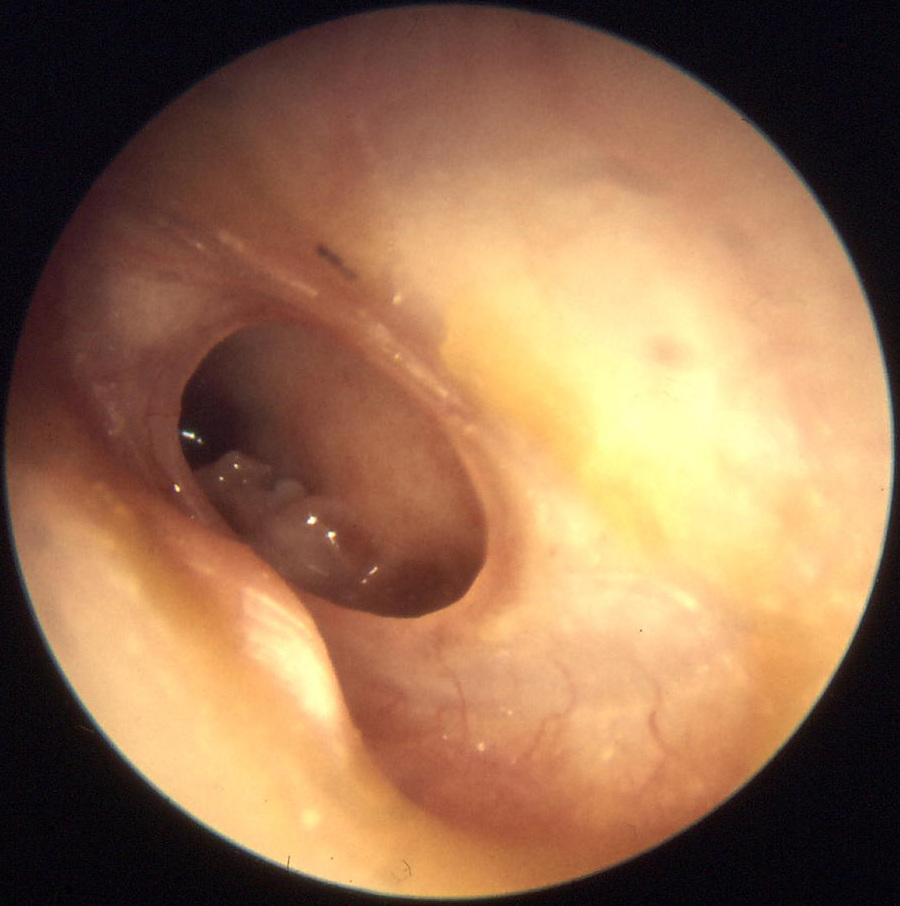
kronisk öroninflammation